# Библиотека Музеја Војводине
Библиотека Музеја Војводине је специјална библиотека, чији фонд чини литература везана за све области којима се бави Музеј, а то су археологија, етнологија, историја, историја уметности, нумизматика и музеологија, односно литература која омогућава систематско проучавање историје Војводине – од најстаријих времена, као и материјалне и духовне културе етничких група које у њој живе. 
Оформљена је 1952. године у окриљу Војвођанског музеја, када је цео књижни фонд, који се до тада налазио у приручним збиркама, смештен на једно место и када је добила свог првог библиотекара – Милицу Марковић. Интеграцијом Војвођанског музеја и Историјског музеја Војводине у јединствену установу под називом Музеј Војводине дошло је и до интеграције њихових библиотека (1992). 
Веома важан део фонда Библиотеке чине најзначајнији европски археолошки, етнолошки и историјски часописи, као и каталози изложби и музеја. Посебно место заузимају и библиотеке целине (библиотека археолога Милоја Васића, археолога Богдана Брукнера, етнолога Мирјане Малуцков, археолога Миодрага Гирића и историчара Ранка Кончара), библиотека Историјског архива Покрајинског комитета Савеза комуниста Војводине и библиотека Центра Покрајинског комитета Савеза комуниста Војводине за политичке студије и марксистичко образовање „Стеван Дороњски“.
Каталошко-библиографска обрада публикација врши се електронски, а заснована је на примени јединствених националних и међународних стандарда. Библиотечка грађа претражује се путем лисног алфабетског каталога и електронског каталога. Најважнији вид набавке публикација је размена, која се врши са 81 установом у земљи и 213 установа у иностранству. 
Библиотечки фонд данас чине 35.293 монографске публикације, 22.933 годишта серијских публикација, 10.985 публикација из библиотеке Центра Покрајинског комитета Савеза комуниста Војводине за политичке студије и марксистичко образовање „Стеван Дороњски“ и 9.852 публикације из библиотеке Историјског архива Покрајинског комитета Савеза комуниста Војводине. 
Корисници Библиотеке Музеја Војводине су, пре свега, радници Музеја, али и научници, истраживачи, студенти, ђаци и др.
Од самог оснивања Библиотека је имала значајну улогу у праћењу и развоју библиотечке делатности у Војводини. Од 1953. до 1967. године водила је централну картотеку музејских библиотека Војводине.